# Canoagem nos Jogos Pan-Americanos de 2019 - K-1 200 m masculino
A competição do K-1 200 metros masculino foi um dos eventos da canoagem nos Jogos Pan-Americanos de 2019. Foi disputada no Parque Natural Albúfera de Medio Mundo, em Huacho, no Peru nos dias 28 e 30 de julho.

## Calendário
Horário local (UTC-5).
| Data        | Horário | Fase      |
| ----------- | ------- | --------- |
| 28 de julho | 10:50   | Baterias  |
| 28 de julho | 12:30   | Semifinal |
| 30 de julho | 10:15   | Final     |

## Medalhistas
| Ouro   | CAN Dominik Crête   |
| Prata  | ECU César de Cesare |
| Bronze | ARG Rubén Rézola    |

## Resultados

### Eliminatórias
Os três melhores em cada bateria se classificaram diretamente para a final, e os quatro seguintes disputaram a semifinal. 
Bateria 1
| Pos. | Canoísta          | País                  | Tempo  | Obs. |
| ---- | ----------------- | --------------------- | ------ | ---- |
| 1    | César de Cesare   | ECU Equador           | 34.983 | F    |
| 2    | Dominik Crête     | CAN Canadá            | 35.470 | F    |
| 3    | Stanton Collins   | USA Estados Unidos    | 37.313 | F    |
| 4    | Renier Mora       | CUB Cuba              | 38.578 | SF   |
| 5    | Eddy Barranco     | PUR Porto Rico        | 39.245 | SF   |
| 6    | Nicholas Robinson | TTO Trinidad e Tobago | 41.328 | SF   |
| 7    | Jeffrey Gonzalez  | GUA Guatemala         | 42.030 | SF   |
|      | Clive Greyson     | JAM Jamaica           | DNS    |      |

Bateria 2
| Pos. | Canoísta          | País                     | Tempo  | Obs. |
| ---- | ----------------- | ------------------------ | ------ | ---- |
| 1    | Rubén Rézola      | ARG Argentina            | 35.144 | F    |
| 2    | Edson Silva       | BRA Brasil               | 36.189 | F    |
| 3    | Miguel Valencia   | CHI Chile                | 36.856 | F    |
| 4    | Alberto Briones   | MEX México               | 37.329 | SF   |
| 5    | Cristian Guerrero | DOM República Dominicana | 38.219 | SF   |
| 6    | Julian Cabrera    | URU Uruguai              | 39.051 | SF   |
| 7    | Amado Cruz        | BIZ Belize               | 39.371 | SF   |
| 8    | Edwin Amaya       | COL Colômbia             | 42.179 |      |

### Semifinal
Os dois primeiros colocados se classificaram para a final. 
| Pos. | Canoísta          | País                     | Tempo  | Obs. |
| ---- | ----------------- | ------------------------ | ------ | ---- |
| 1    | Renier Mora       | CUB Cuba                 | 37.516 | F    |
| 2    | Cristian Guerrero | DOM República Dominicana | 37.703 | F    |
| 3    | Julian Cabrera    | URU Uruguai              | 37.988 |      |
| 4    | Eddy Barranco     | PUR Porto Rico           | 38.251 |      |
| 5    | Alberto Briones   | MEX México               | 38.281 |      |
| 6    | Amado Cruz        | BIZ Belize               | 39.083 |      |
| 7    | Nicholas Robinson | TTO Trinidad e Tobago    | 40.613 |      |
| 8    | Jeffrey Gonzalez  | GUA Guatemala            | 42.968 |      |

### Final
A final ocorreu dia 30 de julho às 10:15. 
| Pos.              | Canoísta          | País                     | Tempo  | Obs. |
| ----------------- | ----------------- | ------------------------ | ------ | ---- |
| Medalha de ouro   | Dominik Crête     | CAN Canadá               | 35.456 |      |
| Medalha de prata  | César de Cesare   | ECU Equador              | 35.906 |      |
| Medalha de bronze | Rubén Rézola      | ARG Argentina            | 35.996 |      |
| 4                 | Edson Silva       | BRA Brasil               | 36.946 |      |
| 5                 | Miguel Valencia   | CHI Chile                | 37.266 |      |
| 6                 | Stanton Collins   | USA Estados Unidos       | 37.829 |      |
| 7                 | Renier Mora       | CUB Cuba                 | 39.799 |      |
| 8                 | Cristian Guerrero | DOM República Dominicana | 39.934 |      |